# Палмер, Ричард (епископ)
Ричард Палмер (ум. 1190-е годы, Мессина) — англичанин по происхождению, видный государственный деятель Сицилийского королевства, последовательно епископ Сиракузы (1169—1182), архиепископ Мессины (с 1182 года).
В 1154 году Ричард Палмер был избран епископом Сиракуз, хотя был посвящён только в 1169 году. 11 марта 1161 года Ричард, Ромуальд Салернский с другими епископами призвали жителей Палермо освободить Вильгельма I Злого, захваченного в собственном дворце заговорщиками. После этого влияние Палмера неуклонно росло. Гуго Фальканд указывает, что Палмер был одним из троих ближайших советников короля Вильгельма I вплоть до смерти последнего (1166).
В первые годы регентства Маргариты Наваррской Ричард Палмер был оттеснён от власти сначала каидом Петром, а после бегства последнего Стефаном дю Першем, родственником королевы. Более того, Стефан дю Перш был посвящён в архиепископы Палермо, хотя этой кафедры добивался Палмер. После изгнания Стефана дю Перша (1168) Палмер вернул былое влияние при дворе. В 1169 году, через пятнадцать лет после избрания, он был посвящён в епископы Сиракуз, а в 1182 году стал архиепископом Мессины. Палмер выполнял различные дипломатические поручения Вильгельма II Доброго, в том числе вёл переговоры с папой Александром III о предстоящем браке короля с Иоанной Английской (1170), а затем от имени Сицилийского королевства встречал Иоанну в Сен-Жилле (1176).
Ричард Палмер умер в 1190 году в Мессине и погребён в кафедральном соборе этого города.